# Heinrich của Hessen và Rhein
Heinrich Ludwig Wilhelm Adalbert Waldemar Alexander của Hessen và Rhein (28 tháng 11 năm 1838 tại Bessungen – 16 tháng 9 năm 1900 tại München) là một Đại Công tôn của Hessen và Rhein, đồng thời là Thượng tướng Kỵ binh Phổ. Ông đã từng tham chiến trong ba cuộc chiến tranh thống nhất nước Đức kể từ năm 1864 cho đến năm 1871.

## Tiểu sử
Heinrich là con trai út của Đại Công tử Karl của Hessen và Rhein (1809 – 1877) và Vương tôn nữ Elisabeth của Phổ (1815 – 1885), con gái Vương tử Wilhelm của Phổ. Anh trai của ông là Đại Công tước Ludwig IV của Hessen và Rhein và em gái của ông là Anna, Đại Công tước phu nhân xứ Mecklenburg-Schwerin.
Heinrich học đại học tại Göttingen và Gießen. Vào ngày 11 tháng 4 năm 1854, ông gia nhập Trung đoàn Hộ vệ Hessen với quân hàm Thiếu úy và sau đó ông nhập ngũ trong quân đội Phổ với cấp bậc Đại úy vào ngày 22 tháng 1 năm 1859. Trong cuộc Chiến tranh Đức-Đan Mạch năm 1864, Heinrich đã tham chiến trong các trận đánh tại Missunde, Rackebüll và Wielhoi. Sau khi được lên cấp hàm Thượng tá vào ngày 8 tháng 6 năm 1866, ông đã tham gia cuộc Chiến tranh Bảy tuần, tham chiến trong các trận chiến tại Hühnerwasser, Münchengrätz, Jacobau cùng với trận đánh quyết định tại Königgrätz. Đến ngày 17 tháng 9 năm 1866, ông được bổ nhiệm chức Trung đoàn trưởng của Trung đoàn Thương kỵ binh Cận vệ số 2. Ông cũng tham chiến trong cuộc Chiến tranh Pháp-Đức (1870 – 1871), được phong tặng Huân chương Thập tự Sắt hạng II và I. Tiếp theo đó, ông được thăng cấp Thiếu tướng vào năm 1873, rồi được ủy nhiệm chức Tư lệnh của Sư đoàn Đại Công quốc Hessen (25) và không lâu sau đó ông được thăng hàm Trung tướng. Vào ngày 21 tháng 8 năm 1884, Heinrich được phong cấp bậc Tướng tư lệnh, và hai năm sau, ông được lên quân hàm Thượng tướng Kỵ binh vào ngày 18 tháng 9 năm 1886. Sau đó, vào ngày 7 tháng 7 năm 1887, theo đề xuất của ông, Heinrich được xuất ngũ (zur Disposition) với một khoản tiền lương. Kể từ năm 1892, ông cư ngụ tại München, nơi ông từ trần vào ngày 16 tháng 9 năm 1900.
Heinrich cũng để lại những nhật ký về chiến tranh.
Dựa trên Hiến pháp của Đại Công quốc Hessen, Đại Công tôn Heinrich là thành viên Đệ nhất viện của các lãnh thổ Đại Công quốc Hessen kể từ năm 1881 cho đến năm 1900.

## Hôn nhân và hậu duệ
Vào ngày 28 tháng 2 năm 1878, tại Darmstadt, Heinrich kết hôn không đăng đối lần thứ nhất với Caroline Willich von Pöllnitz (1848 – 1879), người đã được phong "Nữ Nam tước von Nidda" nhờ vào cuộc hôn nhân này. Bà đã hạ sinh cho ông một người con trai:
- Karl (1879 – 1920), "Nam tước von Nidda" 1883

Vào ngày 20 tháng 9 năm 1892, tại Darmstadt, ông kết hôn lần thứ hai (và cũng không đăng đối) với bà Emilie Hrzic de Topuska (1868 – 1961), người đã được phong "Nữ Nam tước von Dornberg" vào năm 1895. Với bà này, ông có một người con trai:
- Elimar (1893 – 1917), Nam tước von Dornberg

## Phong thưởng
- Chức Chỉ huy và Ngôi sao của Huân chương Hoàng gia Hohenzollern kèm theo Thanh kiếm vào ngày 19 tháng 10 năm 1866
- Huân chương Đại bàng Đen vào ngày 9 tháng 4 năm 1877
- Đại Thập tự của Huân chương Ngôi sao România vào ngày 15 tháng 9 năm 1880
- Đại Thập tự của Huân chương Gia tộc Albrecht Gấu vào ngày 6 tháng 6 năm 1884
- Huân chương Quân công vào ngày 7 tháng 7 năm 1887
- Đại Thập tự của Huân chương Bath (dành cho quân nhân) vào ngày 1 tháng 11 năm 1893